# Frutano

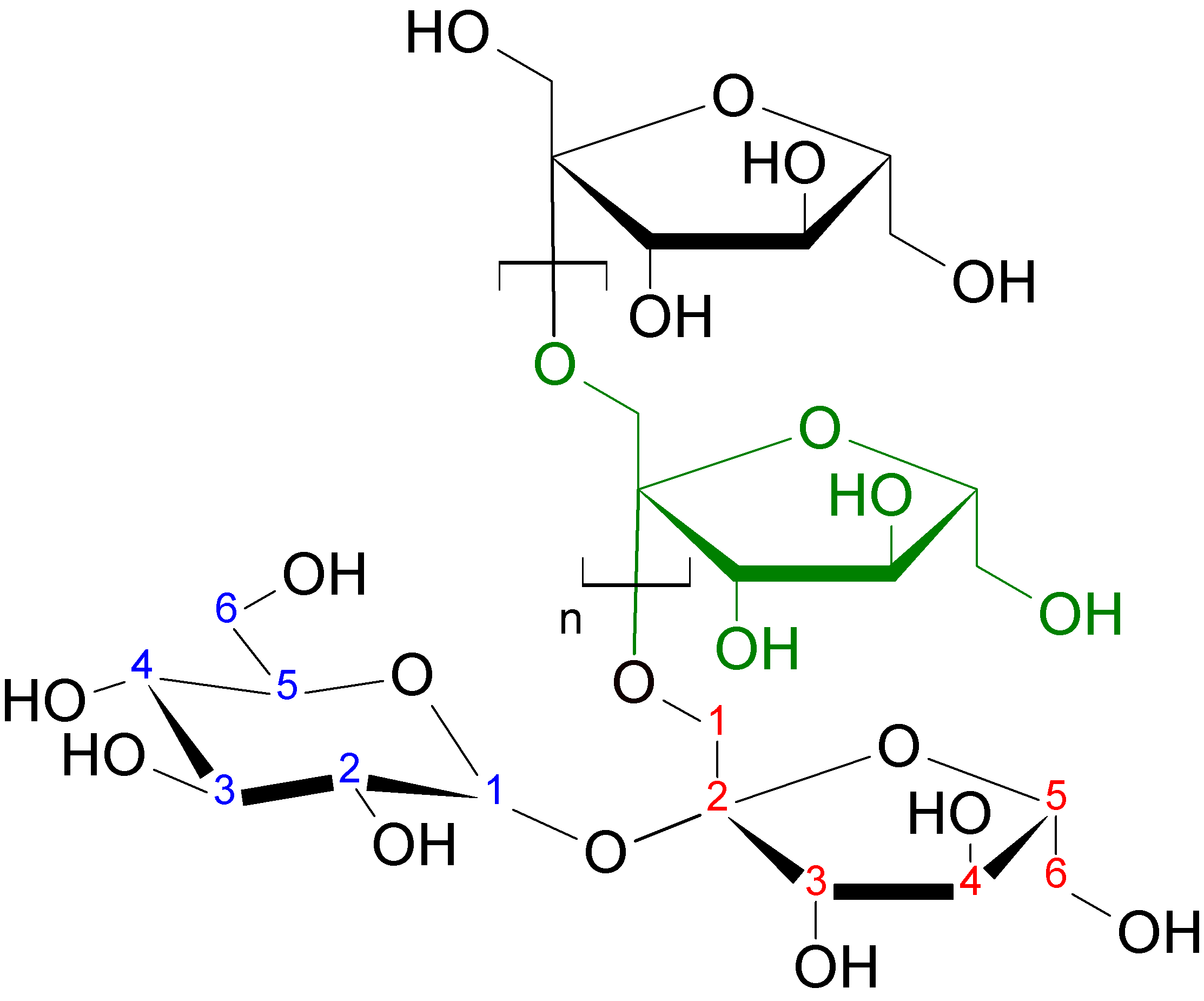
Forma estrutural da inulina, um frutano.

Um frutano é um polímero de moléculas de frutose. Frutanos com um comprimento de cadeia curto são conhecidos como fruto-oligossacarídeos. Frutanos podem ser encontrados em mais de 12% das angiospermas, incluindo monocotiledôneas e dicotiledôneas, como agave, alcachofras, aspargos, alho-poró, alho, cebolas (incluindo cebolinhas), yacón, jícama, cevada e trigo.
Frutanos também aparecem na grama, com implicações dietéticas para cavalos e outros animais de pasto (Equidae).
1. ↑  Hendry, George (1987). «The Ecological Significance of Fructan in a Contemporary Flora». New Phytologist (em inglês) (s1): 201–216. ISSN 1469-8137. doi:10.1111/j.1469-8137.1987.tb04690.x. Consultado em 27 de novembro de 2024